# Adriana Partimpim - O Show
Adriana Partimpim - O Show  é o segundo álbum de vídeo da cantora e compositora Adriana Calcanhotto, e primeiro como Adriana Partimpim, lançado em 2005. O álbum recebeu um disco de ouro (o que significa que vendeu mais de 50 mil cópias no país).

## Músicos do show
- Adriana Calcanhotto (voz)
- Dé Palmeira (baixo)
- Guilherme Kastrup (percussão)
- Ricardo Palmeira (guitarra)
- Marcos Cunha (teclados)

Os músicos usavam, além dos instrumentos musicais convencionais, caixas de música, prato e colher, saco plástico, lixa, garrafa pet e até água para fazer a sonoplastia. Também atuaram, interpretando personagens infantis.

## Faixas
1. Bolero de Rapel;
2. Saiba (Arnaldo Antunes);
3. Ciranda da Bailarina (Edu Lobo - Chico Buarque);
4. Ser de Sagitário (Péricles Cavalcanti);
5. O Poeta Aprendiz (Toquinho - Vinicius de Moraes);
6. Formiga Bossa Nova (sobre poema de Alexandre O'Neill, "Velha Fábula em Bossa Nova");
7. Canção da Falsa Tartaruga (do livro Alice no País das Maravilhas, de Lewis Carrol, com tradução de Augusto de Campos e música de Cid Campo);
8. Borboleta (Domenico Lancellotti);
9. O Mocho e a Gatinha;
10. Quando Nara Ri;
11. Gato pensa?;
12. Ron ron do Gatinho;
13. Dono do pedaço;
14. O gato e a pulga;
15. Fico Assim Sem Você" (Caca Moraes - Abdullah);
16. Lig-lig-lé (Oswaldo Santiago - Paulo Barbosa);
17. Lição de Baião (Jadir de Castro - Daniel Marechal);
18. Oito Anos (Paula Toller - Dunga), em que Paula Toller usou as perguntas que seu filho fez para compor a canção.